# Championnats du monde de karaté
Les Championnats du monde de karaté seniors sont une compétition mondiale de karaté organisés depuis 1970 par la Fédération mondiale de karaté.

## Toutes les éditions
| Édition | Année | Ville hôte     | Pays hôte           | Épreuves | Participants | Nations | Meilleure nation |
| ------- | ----- | -------------- | ------------------- | -------- | ------------ | ------- | ---------------- |
| Ie      | 1970  | Tokyo          | Japon               | 2        | 178          | 33      | Japon            |
| IIe     | 1972  | Paris          | France              | 2        | 220          | 22      | France           |
| IIIe    | 1975  | Long Beach     | États-Unis          | 2        | 300          | 30      | Japon            |
| IVe     | 1977  | Tokyo          | Japon               | 2        | 400          | 47      | Pays-Bas         |
| Ve      | 1980  | Madrid         | Espagne             | 10       | 800          | 48      | Japon            |
| VIe     | 1982  | Taipei         | Taipei chinois      | 13       | 850          | 46      | Japon            |
| VIIe    | 1984  | Maastricht     | Pays-Bas            | 13       | 930          | 49      | Royaume-Uni      |
| VIIIe   | 1986  | Sydney         | Australie           | 15       | 890          | 48      | Japon            |
| IXe     | 1988  | Le Caire       | Égypte              | 16       | 1 157        | 54      | Japon            |
| Xe      | 1990  | Mexico         | Mexique             | 16       | 673          | 53      | Japon            |
| XIe     | 1992  | Grenade        | Espagne             | 16       | 712          | 72      | Espagne          |
| XIIe    | 1994  | Kota Kinabalu  | Malaisie            | 16       | 684          | 61      | Japon            |
| XVIIIe  | 1996  | Sun City       | Afrique du Sud      | 17       | 643          | 72      | Royaume-Uni      |
| XIVe    | 1998  | Rio de Janeiro | Brésil              | 17       | 720          | 75      | France           |
| XVe     | 2000  | Munich         | Allemagne           | 17       | 820          | 84      | France           |
| XVIe    | 2002  | Madrid         | Espagne             | 17       | 751          | 84      | France           |
| XVIIe   | 2004  | Monterrey      | Mexique             | 17       | 582          | 79      | Japon            |
| XVIIIe  | 2006  | Tampere        | Finlande            | 17       | 766          | 81      | Italie           |
| XIXe    | 2008  | Tokyo          | Japon               | 17       | 888          | 97      | Japon            |
| XXe     | 2010  | Belgrade       | Serbie              | 16       | 875          | 88      | Serbie           |
| XXIe    | 2012  | Paris          | France              | 16       | 1 000        | 100     | France           |
| XXIIe   | 2014  | Brême          | Allemagne           | 16       | 975          | 116     | Japon            |
| XXIIIe  | 2016  | Linz           | Autriche            | 16       | 2 000        | 135     | Japon            |
| XXIVe   | 2018  | Madrid         | Espagne             | 16       | 1 117        | 140     | Japon            |
| XXVe    | 2021  | Dubaï          | Émirats arabes unis | 16       | .            | .       | Japon            |
| XXVIe   | 2023  | Budapest       | Hongrie             | 16       | 1 051        | 103     | Japon            |